# 昆承湖
昆承湖是一个位于中国江苏省常熟市的湖泊，面积约为18平方千米，平均水深约为1.8米，蓄水量约为3200万立方米。2005年2月，被列入江苏省湖泊保护名录。